# Institut Mises
 (octobre 2024).

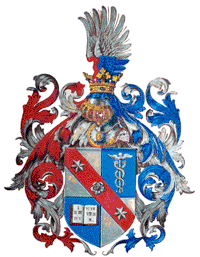
Armoiries de Ludwig von Mises.

Le Ludwig von Mises Institute, installé à Auburn en Alabama, est une organisation universitaire libertarienne destinée à l'enseignement et à la recherche en philosophie et économie politique. Il exprime les conceptions méthodologiques de l'École autrichienne, notamment de Ludwig von Mises et son disciple direct Murray Rothbard. L'institut est entièrement financé par des donations privées.

## Historique
Le Ludwig von Mises Institute a été créé en 1982 sous l'égide de Margit von Mises, la veuve de Ludwig von Mises, qui a présidé son Conseil d'administration jusqu'à sa mort en 1993. Le président actuel est Lew Rockwell. Murray Rothbard a eu une grande influence sur les activités de l'institut, dont il fut le vice-président jusqu'à sa mort en janvier 1995.

## Personnel
- Administration
  - Lew Rockwell, Chairman
  - Jeff Deist, président
  - Patricia Barnett, vice-président
- Faculté Senior
  - Walter Block
  - Thomas DiLorenzo
  - David Gordon, éditeur du Mises Review
  - Jeffrey Herbener (it)
  - Hans-Hermann Hoppe, ancien éditeur du Journal of Libertarian Studies
  - Joseph Salerno (en)
  - Mark Thornton (en)
  - Thomas Woods

- Adjoints à la faculté
  - Bruce Bartlett (en)
  - Richard Ebeling (en)
  - Williamson Evers (en)
  - Thomas Fleming
  - Paul Gottfried
  - Otto de Habsbourg-Lorraine
  - Steve Hanke
  - Robert Higgs (en)
  - Jesús Huerta de Soto
  - Madison Jones
  - Stephan Kinsella, ancien rédacteur de la revue des livres dans le Journal of Libertarian Studies
  - Israel Kirzner
  - Donald Livingston
  - Carlo Lottieri
  - Tibor Machan (en)
  - Wendy McElroy
  - Robert P. Murphy (en)
  - Gary North (en)
  - Lawrence Reed (en)
  - George Reisman
  - Morgan Reynolds
  - Paul Craig Roberts
  - Pascal Salin
  - Chris Matthew Sciabarra (en)
  - Arthur Seldon
  - Barry Smith
  - Clyde N. Wilson (en)
- Personnel ayant été au Ludwig von Mises Institute of Alabama
  - Justin Raimondo
  - Murray Rothbard, vice-président
  - Joseph R. Stromberg (es), chaire d'histoire JoAnn B. Rothbard